# Ullrich Trendelenburg

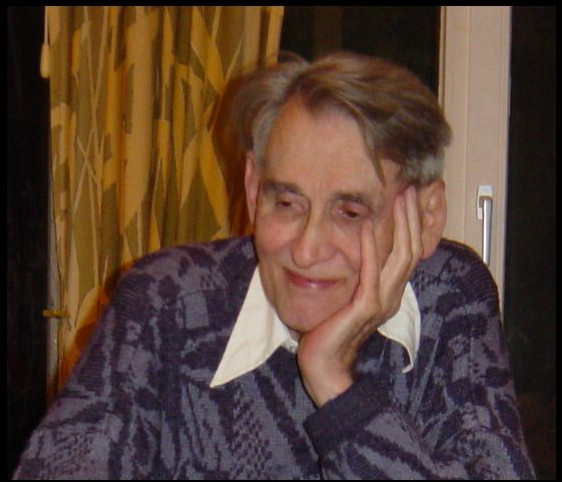
Ullrich Trendelenburg in Tübingen (1995)

Ullrich Georg Trendelenburg (* 31. Dezember 1922 in Gehlsdorf (Rostock); † 21. November 2006 in Tübingen) war ein deutscher Pharmakologe und Hochschullehrer. Er war von 1968 bis 1991 Inhaber des Lehrstuhls für Pharmakologie und Toxikologie der Julius-Maximilians-Universität Würzburg.

## Leben
Ullrich Trendelenburg war Sohn des Pharmakologen Paul Trendelenburg und dessen Frau Veronika geb. Wilcken. Der Großvater väterlicherseits, Friedrich Trendelenburg, war ein bekannter Chirurg. Der Großvater mütterlicherseits, Ulrich Wilcken, war Althistoriker. Im Berliner Pharmakologischen Institut seines Vaters lernte Ullrich Pharmakologen kennen, die Gegner des Nationalsozialismus waren, wie Otto Krayer, Edith Bülbring und Marthe Vogt. Im Krieg meldete er sich zur Luftwaffe, um der SS zu entgehen. Nach der Kriegsgefangenschaft studierte er in Göttingen und Uppsala Medizin und wurde 1952 an der Universität Göttingen zum Dr. med. promoviert.
Von 1952 bis 1956 arbeitete er als British Council scholar am Department of Pharmacology der Universität Oxford bei Joshua Harold Burn. Hier heiratete er 1953 seine Frau Christel (1922–2008), mit der er eine Tochter hatte. Von 1956 bis 1957 war er am Pharmakologischen Institut der Universität Mainz bei Gustav Kuschinsky, von 1957 bis 1968 am Department of Pharmacology der Harvard Medical School bei Otto Krayer. Von dort wurde er auf den Lehrstuhl für Pharmakologie und Toxikologie der Universität Würzburg berufen, den er bis zu seiner Emeritierung 1991 innehatte. Danach lebte er bis zu seinem Tod in Tübingen.

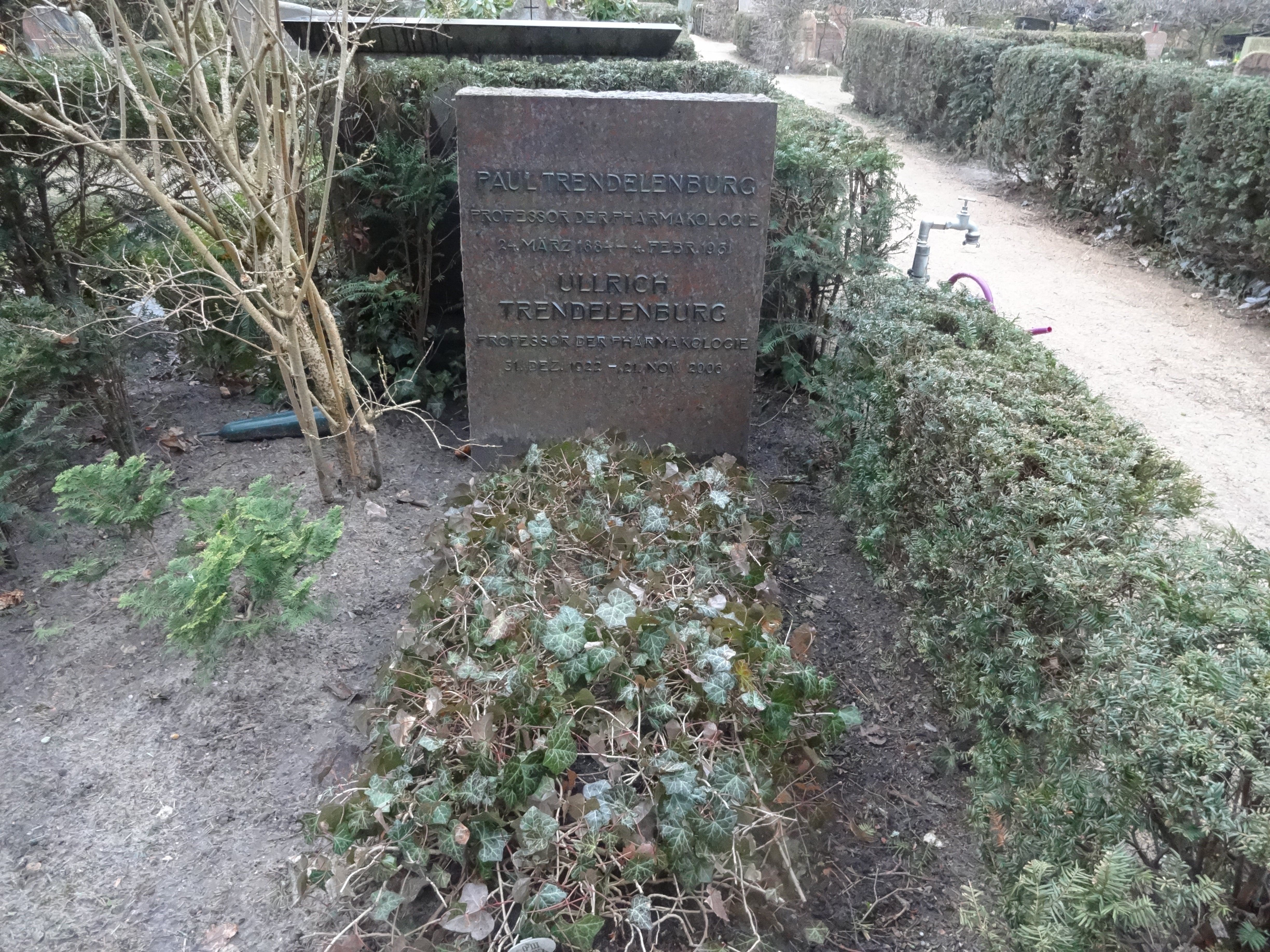
Grabstätte

Er ist auf dem Evangelischen Kirchhof Nikolassee in Berlin bestattet.

## Berufliches Wirken
Trendelenburgs Hauptforschungsgebiet war die Pharmakologie des autonomen Nervensystems und der Catecholamine. Er identifizierte neue Rezeptoren an autonomen Ganglienzellen, klärte Mechanismen der Über- und Unterempfindlichkeit gegen Pharmaka, klärte die Wirkungsweise von direkten und indirekten Sympathomimetika und beschrieb Inaktivierungswege für Katecholamine, bei denen ein Transportprotein und ein abbauendes Enzym hintereinandergeschaltet sind. Er nannte diese Inaktivierungswege "metabolisierende Systeme".
Besonders folgenreich war die Entdeckungen der Existenz von Histamin-Rezeptoren im Herzen, die von den bis dahin bekannten verschieden waren. Sie wurden später als Histamin-H2-Rezeptoren bezeichnet und Wirkorte der therapeutisch wichtigen H2-Antihistaminika wie des Cimetidins.
Bei den Untersuchungen zu ganglionären Rezeptoren fand Trendelenburg 1957, dass Morphin die Freisetzung des Neurotransmitters und Catecholamins Noradrenalin aus sympathischen Nerven hemmte. Klaus Starke hat darauf hingewiesen, dass Ullrich damit eine Spur seines Vaters Paul aufnahm, der 1917 gefunden hatte, dass Morphin bei Meerschweinchen den Peristaltik-Reflex hemmte. Ullrich zitierte 1957 seinen Vater nicht. „Den Historiker mag die Parallele aber beeindrucken: Im Abstand von vierzig Jahren beobachtete der Vater präsynaptische Hemmung durch Morphin im Darmnervensystem (Hemmung der Freisetzung von Acetylcholin) und der Sohn präsynaptische Hemmung durch Morphin im sympathischen Nervensystem (Hemmung der Freisetzung von Noradrenalin).“
Von 1975 bis 1979 war Trendelenburg Präsident der Deutschen Pharmakologischen Gesellschaft, von 1969 bis 1991 Herausgeber von Naunyn-Schmiedebergs Archiv für experimentelle Pathologie und Pharmakologie. Der International Union of Pharmacology (IUPHAR) diente er von 1981 bis 1998, zum Beispiel als Vizepräsident.
Sensibilisiert durch seine Freundschaft mit Opfern des Nationalsozialismus, stellte er nach seiner Emeritierung den einzigartigen Mut Otto Krayers gegenüber dem Nationalsozialismus dar und sammelte die Biographien verfolgter Pharmakologen.

## Ehrungen
Trendelenburg war Ehrenmitglied der Polnischen, Indischen, Tschechoslowakischen, Deutschen und Venezolanischen Pharmakologischen Gesellschaften und Ehrendoktor der Medizinischen Fakultäten von fünf Universitäten. 1984 gaben Freunde und Schüler zu seinen Ehren das Buch Neuronal and Extraneuronal Events in Autonomic Pharmacology heraus. In einem „Tribute to Ullrich G. Trendelenburg“ heißt es: „Trendelenburg’s impact on pharmacology around the world has been enormous. Young scientists have come from every continent to work in his laboratory at Harvard or Würzburg and all have benefited richly from his remarkable scientific insight, high standards, and absolute insistence on careful and thorough experiments. … The warmth of both Ullrich and Christel Trendelenburg makes everyone who works in his laboratory a member of the family.“ 1998 verlieh ihm die Deutsche Pharmakologische Gesellschaft die Schmiedeberg-Plakette.